# 사랑의 노래 (그림)
사랑의 노래(영어: The Song of Love, 프랑스어: Le chand d'amour)는 이탈리아의 형이상화파 화가 조르조 데 키리코의 1914년 그림이다. 이 작품은 키리코의 가장 유명한 작품 중 하나이자 초현실주의 양식의 초창기 작품이라 할 수 있으나, 1924년 앙드레 브르통이 초현실주의 운동을 창설하기 10년 전에 그려진 그림이다.
당시 키리코의 다른 작품처럼 야외 건축물을 무대로 삼은 풍경이 펼쳐지고 있다. 그러나 이번에는 그리스 조각 두상과 외과의사의 장갑이 벽에 걸려 있고, 그 아래에는 녹색 공이 놓여 있다. 수평선 위에는 기관차의 윤곽이 있는데, 이 기관차의 이미지 자체는 키리코의 작품활동 가운데 여러 차례 등장하였으며, 기술자였던 아버지가 그리스의 철도 부설 계획에 참여했던 기억을 상징하는 것으로 해석된다.

## 상세
'형이상화파' 운동은 미래주의 작가로 활동하던 키리코와 카를로 카라가 창안하였다. 형이상화파의 그림들은 사람이 없는 이탈리아 도시 광장의 부자연스러운 풍경을 그려낸다. 그리고 그 광장의 풍경에 엉뚱한 개체들이 내걸려 있는 구도이다. 키리코는 자신의 그림 속에 담긴 추진적 요소를 통해 물리적 세계를 넘어선 꿈 같은 현실을 창조해 냈다.
《사랑의 노래》에 등장하는 이상한 물체가 한 데 묶여 있는 등의 표현은 앙드레 브르통과 초현실주의 화가들이 초현실주의 운동을 조직할 때 우러러보았던 부분이기도 하다. 형이상화파 운동 자체는 키리코와 카라가 6개월 동안 함께 작업하는 것으로 끝났지만, 그 미학은 1911년 이후 키리코의 모든 작품에 담겨 있다고 볼 수 있다.
키리코는 건물 벽에 그리스 조각상과 고무공, 고무장갑을 내걸고 건물 사이로 기관차가 지나가는 모습을 제시함으로서 혼란을 불러일으키고 있다. 조각상은 그리스 고전미술에 대한 키리코의 사랑과 사라져가는 구시대를 표현한 것으로 보인다. 고무장갑은 손을 본뜬 것으로서 인간 존재의 공백을 암시하고 있다. 뒷배경의 건물들은 키리코의 과거 도시 풍경을 연상시키는 장면을 연출하고 있다.